# The Ascension
The Ascension é uma tag team de luta profissional que consiste em Konnor e Viktor e ficaram conhecidos durante sua passagem WWE. The Ascension originalmente começou na Florida Championship Wrestling como uma stable consistindo de Konnor (anteriormente Connor O'Brian), Kenneth Cameron, Ricardo Rodriguez, Tito Colon e Raquel Diaz. Depois de várias alterações nos membros, Konnor e Viktor se estabeleceram como uma tag team no NXT. Seus 364 dias durante o reinado com o NXT Tag Team Championship é atualmente o mais longo da história do título.

## História

### Territórios de desenvolvimento (2011–2014)

#### Florida Championship Wrestling (2011–2012)
Em 28 de agosto de 2011, Ricardo Rodriguez anunciou a formação de uma stable chamada The Ascension com vários membros, incluindo Kenneth Cameron, Conor O'Brian, Tito Colon, e Raquel Diaz. A primeira luta a incluir todos os membros veio em 1 de Setembro de 2011, na luta entre Cameron, Cólon e O'Brian, acompanhado por Diaz, derrotaram CJ Parker, Donny Marlow e Johnny Curtis. Em 30 de setembro, Cameron e Colon tiveram uma luta pelo FCW Tag Team Championship mas perdeu para os então campeões CJ Parker e Donny Marlow.
Em outubro, The Ascension não estava mais associada com Rodriguez, e começou a ser exibido vídeos promocionais que mostravam uma nova Ascension com os quatro membros sem Rodríguez. Até o final de novembro, The Ascension tinha todos os membros, mas se desfez, com O'Brian se lesionando e Colon foi chamado até o main roster da WWE para a tag team com seu primo Primo (veja Primo e Epico), enquanto Diaz tornou-se Rainha da FCW e distanciou-se do grupo. Isso deixou Cameron como o único sobrevivente da Ascension e ele continuou a usar o personagem da Ascension durante suas aparições. No entanto, a desintegração do grupo iria ajudar Cameron fazendo ele vencer lutas simples por três meses seguidos, derrotando lutadores como Jiro e Calvin Raines até que ele finalmente perdeu para Colin Cassady em 23 de Fevereiro de 2012.
Em 15 de março de 2012, Cameron foi acompanhado ao ringue pelo retornante Conor O'Brian em sua partida contra Byron Saxton; a luta terminou em desqualificação quando O'Brian interferiu. Cameron e O'Brian começaram a lutar como uma tag team usando o nome da The Ascension, com seu primeiro combate de duplas juntos vindo em 23 de março, quando os dois derrotaram Jason Jordan e Xavier Woods. A Ascension sofreu a sua primeira derrota quando os dois perderam para os Florida Tag Team Champions Corey Graves e Jake Carter em uma disputa pelo título. Após esta perda, a Ascension começar outra série de vitórias ganhando inclusive uma luta tag team fatal four way elimination de Adam Mercer & Chad Baxter, Jason Jordan & Mike Dalton e Brad Maddox & Rick Victor.

#### NXT Wrestling (2012–2014)

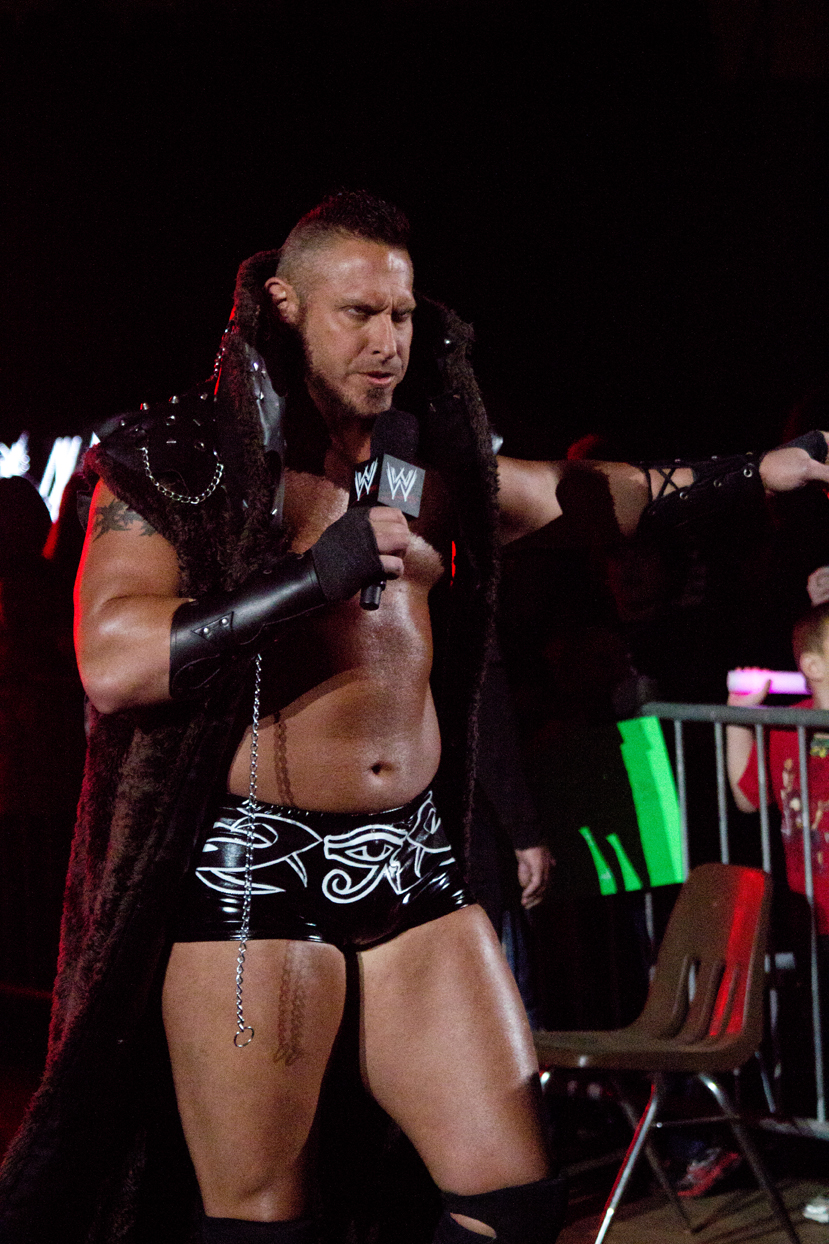
Konnor em um house show da WWE em 2013

Em 20 de junho de 2012, The Ascension fez sua estréia no NXT, derrotando Mike Dalton e CJ Parker com o seu finisher em equipe, Downcast. Eles, mais tarde, entraram em uma rivalidade com os The Usos, com a Ascension levando a melhor na maioria das lutas que teve. A The Ascension também derrotou outra equipe do main roster da WWE, Tyson Kidd e Justin Gabriel no dia 03 de outubro de 2012 no episódio do NXT. No entanto, a equipe foi dissolvida depois que Cameron foi liberado de seu contrato com a WWE em 30 de novembro de 2012 depois de ser preso.
Depois disso, O'Brian trabalhou como um lutador de lutas individuais, mantendo o personagem Ascension por conta própria durante algum tempo. Após a vitória de O'Brian sobre Alex Riley em 05 de junho de 2013 na edição do NXT, Rick Victor apareceu na rampa de entrada, chamando a atenção de O'Brian. Victor iria acompanhar oficialmente O'Brian ao ringue como seu parceiro da Ascension na edição de 03 de julho de NXT com O'Brian derrotou Andy Baker. Depois de vencerem uma luta de tag team gauntlet para determinar o desafiante número um ao NXT Tag Team Championship, a Ascension derrotou a equipe de Adrian Nevile e Corey Graves na edição de 02 de outubro do NXT para vencer o título. No dia 8 de novembro os dois foram renomeados. Connor O'Brian foi renomeado para Konnor e Rick Victor renomeado para Viktor.
Durante a maior parte de seu reinado, a Ascension iria destruir lutadores locais em poucos minutos, com muito pouca ou nenhuma ofensa de seus adversários. Sua primeira grande defesa de título foi contra Too Cool no primeiro evento ao vivo do NXT, o NXT Arrival, onde eles saíram vitoriosos. A Ascension começou a exigir maiores desafios nas semanas seguintes, passando de lutadores locais para várias combinações de equipes compostas de lutadores contratados do NXT. Enquanto ainda aniquilava seus seus adversários, semana após semana, eles foram confrontados por uma equipe de lutadores mascarados; El Local e Kalisto, que os desafiaram pelo NXT Tag Team Championship no segundo evento ao vivo do NXT, o NXT TakeOver. Embora eles enfrentaram seu maior desafio, a Ascension defendeu com sucesso seu título depois de fazer o Fall of Man em Local.
A Ascension teve uma participação especial no main roster em 09 de setembro de 2014 no episódio do Main Event para promover sua próxima defesa de título, onde derrotram os Los Matadores em uma luta para promover a defesa do título contra a equipe de Kalisto e Sin Cara no evento NXT TakeOver: Fatal 4-Way. No evento, The Ascension perderam os títulos para Kalisto e Sin Cara, terminando o seu reinado faltando um dia para completar um ano com o título. Naquela mesma noite, eles participaram do segmento em que William Regal apresentou Hideo Itami como o novo lutador do NXT, com Itami atacando os dois. Depois de rivalizar e atacar Itami por várias semanas, o segundo lutador novo Finn Bálor se juntou a Itami em sua luta contra Konnor e Viktor. Isso levou a um combate no dia 11 de dezembro no NXT TakeOver: R Evolution, onde A Ascension foram derrotados por Itami e Balor.

### Plantel principal (2014–presente)
Na noite seguinte no SmackDown, vinhetas começaram a ir ao ar promovendo a estreia da Ascension no main roster. Eles finalmente fizeram sua estréia oficial no dia 29 de dezembro de 2014 no episódio do Raw, derrotando The Miz e Damien Mizdow.
Nos dias 2 e 9 de janeiro nos episódios do SmackDown e 5 de janeiro no episódio do Raw, A Ascension derrotou facilmente lutadores locais em menos de um minuto, e logo após começaram a comparar-se com lendárias tag teams da WWE, incluindo os The Powers of Pain, os Road Warriors e os Demolition.
Em 19 de janeiro, no episódio de Raw apelidado como Raw Reunion, a Ascension confrontou a reunificação dos membros da New World Order Kevin Nash, Scott Hall e X-Pac, e estavam prestes a atacá-los antes de serem interrompidos pela Acolytes Protection Agency e pelos New Age Outlaws. Isto levou a uma luta entre a Ascension e os Outlaws no pay-per-view Royal Rumble, que a The Ascension venceu. Em 12 de fevereiro episódio do Smackdown, eles eram uma parte de uma luta de tag team turmoil contra Roman Reigns e Daniel Bryan, e perderam por desqualificação. No episódio do Raw em 16 de fevereiro de 2015, a Ascension atacaria Darren Young antes de Titus O'Neil o ajudar, reunindo os Prime Time Players. Uma semana mais tarde, no Raw, a Ascension sofreria sua primeira derrota no main roster, depois de perderem pros Prime Time Players. Na WrestleMania 31, a Ascension fez sua estréia na Wrestlemania na Andre the Giant Memorial Battle Royal, onde ambos não conseguiram vencer a luta.  No pré-show do Payback, Konnor e Viktor derrotaram Macho Mandow e Curtis Axel. No Elimination Chamber em 31 de maio, eles participaram da luta homônima pelo WWE Tag Team Championship, onde eliminaram os Los Matadores e os Lucha Dragons antes de serem eliminados pelos Prime Time Players.

## No wrestling
- Movimentos de finalização de dupla
  - O'Brian e Cameron
    - Downcast (Sitout jawbreaker seguido de um flapjack de O'Brian)[20]
    - Fall of Man[21] (Legsweep (O'Brian)/Spinning heel kick (Cameron))[22]

  - Konnor e Viktor
    - Fall of Man[14] (Legsweep (Konnor)/Jumping European uppercut (Viktor)
    - Downcast (Sidewalk slam (Konnor) / top-rope legdrop (Viktor))
    - Breaking Point (Spinning spinebuster (Konnor)/Double knee backbreaker (Viktor) )
- Movimentos de finalização de Konnor
  - Fall of Man (Flapjack seguido de uma running leg drop na nuca do oponente)[23][24]
  - Rough Shot (Full nelson slam)[25]
  - Stockade (Grounded octopus stretch)[26]
- Movimentos de finalização de Viktor
  - Fade to Black (Crucifix powerbomb lift junto de um piledriver)[27]
- Temas de entrada
  - "Let Battle Commence" por Daniel Nielsen (2011–2014)
  - "Rebellion" por CFO$ (2014–presente)

## Outras mídias
The Ascension, consistindo Konnor e Viktor, fizeram sua estréia em um video game como parte do pacote de DLC NXT Arrival no WWE 2K15.

## Títulos e prêmios
- WWE NXT
  - NXT Tag Team Championship (1 vez) – Konnor e Viktor